# Стари надгробни споменици у Доњој Врбави
Стари надгробни споменици у Доњој Врбави (Општина Горњи Милановац) представљају велику и типолошки разноврсну споменичку целину и важан извор података за проучавање генезе становништва овог села.

## Доња Врбава
Село Доња Врбава смештено је на обронцима планина Рудник и Јешевац, између којих је котлина реке Груже. Доњоврбавски атар граничи се са селима Бело Поље, Доња Црнућа, Горња Врбава, селом Борач у општини Кнић и чачанским селом Вујетинци. Овуда води регионални пут који повезује Горњи Милановац и Крагујевац.
Насеље је највероватније основано у средњем веку. На планини Јешевац налазе се остаци истоименог манастира који је опустео под Османлијама. Поновно насељавање започело је крајем 18. и почетком 19. века, у највећој мери из Старог Влаха.
Село Доња Врбава је разбијеног типа, са три велика засеока - Средина села, Мокро поље и Гај (Височац). Сеоска слава је Мали Спасовдан.

### Сеоско гробље
На доњоврбавском гробљу сачуван је изузетно велики број старих надгробника преко којих се може пратити генеза споменика карактеристичних за овај крај. Хронолошки најстарији су масивни крстови и ниски споменици са геометријским урезима. Бројчано доминирају споменици у облику стуба са покривком у облику карактеристичне „капе” и вертикалне плоче на постољу са узвишеним крстом.